# Lamposaari (ö i Södra Savolax, Nyslott, lat 62,19, long 28,44)
Lamposaari är en ö i Finland. Den ligger i sjön Haukivesi och i kommunen Nyslott i  landskapet Södra Savolax, i den sydöstra delen av landet, 290 km nordost om huvudstaden Helsingfors. Öns area är 7,4 hektar och dess största längd är 0,5 kilometer i sydöst-nordvästlig riktning.